# Manuel Ávila Camacho
För andra betydelser, se Manuel Ávila Camacho (olika betydelser).
Manuel Ávila Camacho, född 24 april 1897 i Teziutlán i Puebla, död 13 oktober 1955 i Mexico City, var en mexikansk politiker (Institutionella revolutionspartiet) och president 1940-1946 (Mexikos 62:e president).